# 马里奥·马尼奥齐
马里奥·马尼奥齐（義大利語：Mario Magnozzi，1902年3月20日—1971年6月25日），意大利男子足球运动员。他曾代表意大利参加1924年和1928年夏季奥林匹克运动会足球比赛，其中1928年奥运会获得一枚铜牌。